# Episodi di Dr. House - Medical Division (prima stagione)
La prima stagione della serie televisiva Dr. House - Medical Division, composta da ventidue episodi, è stata trasmessa negli Stati Uniti dal 16 novembre 2004 al 24 maggio 2005 sul canale Fox.
In Italia, la prima stagione è andata in onda in prima visione assoluta dal 1º luglio al 21 settembre 2005 su Italia 1.
| nº | Titolo originale    | Titolo italiano            | Prima TV USA     | Prima TV Italia   |
| -- | ------------------- | -------------------------- | ---------------- | ----------------- |
| 1  | Pilot               | Una prova per non morire   | 16 novembre 2004 | 1º luglio 2005    |
| 2  | Paternity           | Problemi di adozione       | 23 novembre 2004 | 1º luglio 2005    |
| 3  | Occam's Razor       | Una sfida per House        | 30 novembre 2004 | 15 luglio 2005    |
| 4  | Maternity           | L'epidemia                 | 7 dicembre 2004  | 8 luglio 2005     |
| 5  | Damned If You Do    | Sul filo dell'errore       | 14 dicembre 2004 | 5 agosto 2005     |
| 6  | The Socratic Method | Il metodo socratico        | 21 dicembre 2004 | 8 luglio 2005     |
| 7  | Fidelity            | Fedeltà                    | 28 dicembre 2004 | 22 luglio 2005    |
| 8  | Poison              | Madre controllo            | 25 gennaio 2005  | 15 luglio 2005    |
| 9  | DNR                 | Rianimazione vietata       | 1º febbraio 2005 | 5 agosto 2005     |
| 10 | Histories           | Storie di vite diverse     | 8 febbraio 2005  | 22 luglio 2005    |
| 11 | Detox               | Disintossicarsi            | 15 febbraio 2005 | 29 luglio 2005    |
| 12 | Sports Medicine     | Una vita per un'altra vita | 22 febbraio 2005 | 29 luglio 2005    |
| 13 | Cursed              | Dannato                    | 1º marzo 2005    | 12 agosto 2005    |
| 14 | Control             | Sotterfugi                 | 15 marzo 2005    | 19 agosto 2005    |
| 15 | Mob Rules           | Un mafioso in corsia       | 22 marzo 2005    | 2 settembre 2005  |
| 16 | Heavy               | Il male dentro             | 29 marzo 2005    | 2 settembre 2005  |
| 17 | Role Model          | Un candidato a rischio     | 12 aprile 2005   | 7 settembre 2005  |
| 18 | Babies & Bathwater  | Il minore dei mali         | 19 aprile 2005   | 7 settembre 2005  |
| 19 | Kids                | Verità nascoste            | 3 maggio 2005    | 14 settembre 2005 |
| 20 | Love Hurts          | I mille volti dell'amore   | 10 maggio 2005   | 14 settembre 2005 |
| 21 | Three Stories       | Il caso House              | 17 maggio 2005   | 21 settembre 2005 |
| 22 | Honeymoon           | Un uomo solo               | 24 maggio 2005   | 21 settembre 2005 |

## Una prova per non morire
- Titolo originale: Pilot
- Diretto da: Bryan Singer
- Scritto da: David Shore

### Trama
Il dottor Gregory House, specializzato in nefrologia e infettivologia, è un brillante medico ed è a capo di una équipe di specialisti formata da: Allison Cameron (immunologa), Eric Foreman (neurologo) e Robert Chase (rianimazione, terapia intensiva, anestesia).
Nei primi minuti di lezione, Rebecca, una maestra di asilo ventinovenne, incomincia a balbettare (disturbo afasico legato ai centri del linguaggio) e riesce soltanto a scrivere "Call the nurse" ("chiamate l'infermiera") prima di piombare a terra in preda a una crisi convulsiva. All'ospedale Princeton Plainsboro Teaching Hospital, James Wilson (oncologo amico di House), indicando Rebecca come propria cugina, convince il diagnosta a trovare una soluzione al caso, che era stato inizialmente classificato come tumore cerebrale; i tre marcatori più frequenti però sono negativi e la ragazza non ha risposto alle cure per un mese. Alla fine House, incuriosito, prende in consegna il caso e ordina una risonanza magnetica per la paziente.
La dottoressa Lisa Cuddy, direttrice sanitaria, impedisce all'inizio la risonanza, onde obbligare House ad assolvere le sue ore in clinica; House, scocciato, accetta e si trova davanti due casi curiosi. Il primo è un uomo di carnagione arancione, causata da eccesso di carote e integratori vitaminici. House prospetta all'uomo che la moglie lo tradisce, perché, per quanto sia plausibile che lui non si fosse accorto di essere arancione, una moglie che non si accorge che il marito ha cambiato colore allora non deve guardarlo mai. Il secondo è un uomo che ripete a memoria un sintomo letto su Internet: House capisce che è un ipocondriaco e lo liquida con un flacone di placebo.
La paziente nel frattempo ha un attacco claustrofobico che impedisce la conclusione dell'esame; le si chiude la gola e Chase e Cameron devono tirarla fuori dalla macchina per una tracheotomia d'urgenza. House pensa che sia vasculite (infiammazione dei vasi sanguigni) e decide di curarla con steroidi, il che sembra funzionare visto che Rebecca riprende a mangiare e subisce un miglioramento generale; ma in seguito perde la vista e ha un altro attacco davanti a Wilson, durante il quale va in arresto cardiaco. Dopo l'attacco, la ragazza mostra segni di ulteriore deterioramento cerebrale, a intermittenza.
Foreman e Cameron irrompono in casa della donna e discutono sui motivi per cui sono stati assunti da House. Foreman è stato assunto perché ha precedenti penali (furto in appartamento e di auto); Cameron scoprirà in seguito di esser stata assunta per il suo notevole aspetto fisico. House li chiama a rapporto: Foreman menziona il ritrovamento di prosciutto nel frigo di Rebecca, che quindi non è ebrea e non può essere cugina di Wilson. Mentre loro discutono, House intuisce la soluzione: la paziente ha una Taenia solium, un verme che si contrae attraverso il consumo di carne suina cotta male; sviluppata lentamente nel suo organismo, le sue uova si sono messe in circolo nel sangue arrivando fino al cervello.
Rebecca, però, si rifiuta di farsi curare senza una prova e House tenta, parlando per la prima volta con la paziente, di spiegarle la possibilità di salvarsi. Si scopre il motivo del claudicare di House, un infarto alla gamba aggravato da una diagnosi sbagliata: inoltre sbatte in faccia alla paziente la crudeltà e l'atrocità della morte (non è possibile "morire con dignità"), non riuscendo però a convincerla. House sta per gettare la spugna quando Chase pensa di usare i vecchi raggi X, senza contrasto; House ricorda un'associazione importante, cioè che se Rebecca ha una Taenia solium nella gamba sicuramente ne avrà una anche nel cervello; la radiografia conferma l'ipotesi. La cura consiste in due semplici compresse di albendazolo assunte per un mese a stomaco pieno.
Cameron in seguito mette sotto torchio House per capire se lei viene stimata o meno; il diagnosta intuisce che il motivo che ha spinto la giovane dottoressa a studiare medicina dev'essere di natura familiare e abbastanza serio.
Alla fine, Chase e Cameron lasciano passare tutti i bambini della classe della maestra per farle una sorpresa, mentre Wilson confessa di aver mentito (la paziente non è sua cugina) perché House prendesse in consegna il caso. Il paziente che era diventato arancione (si scopre essere uno dei finanziatori dell'ospedale), ora tornato a un colorito normale, parla con la Cuddy dell'insinuazione di House a proposito dell'infedeltà della moglie. Le rivela di averla seguita a causa delle affermazioni del diagnosta, subito dopo viene inquadrata la sua mano. Non porta più la fede nuziale: House aveva ragione.
- Altri interpreti: Robin Tunney (Rebecca Adler).
- Diagnosi finale: cisticercosi da Taenia solium.
- Ascolti Italia: telespettatori 2.521.000 - share 13,00%[1]

## Problemi di adozione
- Titolo originale: Paternity
- Diretto da: Peter O'Fallon
- Scritto da: Lawrence Kaplow

### Trama
Dan, un giocatore sedicenne di lacrosse ha all'improvviso la vista sdoppiata, e per questo subisce uno scontro sul campo di gioco. Cameron falsifica la firma di House per fargli prendere in consegna il caso, che lui liquida subito come una commozione cerebrale. Tuttavia si accorge che il ragazzo ha uno spasmo mioclonico da sveglio, che indica che qualcosa non va nel cervello; decide quindi di curarlo.
House ordina un tracciato del sonno e intanto lancia una scommessa da 50 dollari a Foreman sul fatto che il padre del ragazzo non sia il vero padre: il neurologo accetta e rilancia a 100 dollari. Il tracciato del sonno evidenzia il panico notturno (in realtà è terrore notturno): il ragazzo ha un incubo dove House lo immobilizza al letto e con una tronchesina chirurgico gli amputa un alluce.
Tutti gli altri esami sono nella norma tranne la risonanza magnetica: House individua il corpo calloso del cervello assottigliato e ordina un cisternogramma radio-nucleare, pensando a una stenosi. La risonanza mostra anche un blocco; uno shunt viene inserito per alleviare la pressione intracranica.
Intanto il dottore misantropo deve adempiere ai suoi doveri in clinica: viene in visita una madre che non fa vaccinare la figlia per non gonfiare i profitti delle case farmaceutiche. House, senza scomporsi, le illustra il variegato mercato delle bare per bambini spiegandole che, se esistono queste vaccinazioni, è perché gli anticorpi del latte materno sono efficaci solo per i primi 6 mesi di vita del bimbo. La bambina ha un banale raffreddore.
House elabora per Dan la diagnosi della sclerosi a placche; il ragazzo però, durante la notte, scappa sul tetto dell'ospedale credendo di essere su un campo di lacrosse. Questa allucinazione rivela che non è sclerosi a placche, ma indica che potrebbe essere un'infezione come la neurosifilide.
Il secondo caso di clinica riguarda un uomo con una escoriazione infetta, che ha percorso diversi chilometri per giungere da House ignorando ben 2 ospedali, insospettito, pensa che sia un piantagrane in cerca di risarcimento dall'assicurazione sanitaria, e infatti verrà citato subito per avergli causato "notevole sofferenza mentale". House gli dice che ha la gonorrea ma non restituisce la citazione: lo sfida in tribunale.
Cuddy punta anche lei sul padre unendosi al giro delle scommesse: se vince lei House andrà al simposio in giacca e cravatta, altrimenti avrà una settimana di ferie.
Mentre House pranza con Wilson i genitori di Dan lo rimproverano di non seguire abbastanza il figlio: House dimostra di essere a conoscenza dei fatti medici più rilevanti, dopodiché li invita a stare col figlio e, una volta che se ne sono andati, raccoglie il loro DNA dai bicchieri che hanno lasciato.
Durante la somministrazione lombare della penicillina, il ragazzo sente le voci. House ordina allora un elettrocardiogramma e un esame al microfono esofageo destro e sinistro. Nel frattempo dall'analisi del DNA si scopre che il ragazzo è stato adottato; l'anamnesi dei genitori era incompleta, poiché non specificava gli anticorpi della madre naturale.
Così, prima di essere vaccinato a 6 mesi, Dan aveva contratto il virus del morbillo, che era mutato, rimanendo quiescente per 16 anni fino a scatenare una panencefalite subacuta sclerosante (in America 20 casi negli ultimi 30 anni).
Il ragazzo è al primo stadio, curabile con interferone endoventricolare: per confermare la diagnosi viene effettuata una biopsia della retina infilando un ago nell'occhio del ragazzo.
A fine episodio il ragazzo confessa di sapere già di essere stato adottato: ha una fossetta sul mento che il padre non ha (dominante autosomica che stabilisce la parentela).
- Diagnosi finale: panencefalite subacuta sclerosante.
- Ascolti Italia: telespettatori 2.646.000 - share 14,26%[1]

## Una sfida per House
- Titolo originale: Occam's Razor
- Diretto da: Bryan Singer
- Scritto da: David Shore

### Trama
Dopo aver fatto l'amore uno studente universitario (Brandon) perde i sensi e viene portato all'ospedale dalla sua ragazza.
Convinto ancora una volta da Wilson (il pronto soccorso non riesce a controllare la pressione del ragazzo con i farmaci) House incomincia con una cura a tappeto (se non riescono a controllare la pressione il paziente rischia di morire a breve): antibiotici ad ampio spettro, cortisolemia ed elettrocardiogramma.
La fidanzata si precipita da Chase a raccontargli d'aver fatto l'amore con il suo ragazzo prima dell'attacco, pensando di essere stata lei la causa. Chase ridicolizza la causa insieme a Foreman nella sala diagnosi ma viene messo in scacco da Cameron.
Primo caso clinico:
una donna si reca in clinica per fare tutti gli esami possibili prima che scada l'assicurazione sanitaria (sta per essere licenziata); House intuisce questo subito ma le ordina comunque una TAC total body.
Mentre Cameron continua a punzecchiare Chase sul sesso assassino Foreman comunica una notizia nefasta: gli antibiotici funzionano fin troppo, il paziente ora ha un edema polmonare e un blocco renale.
Mentre Foreman pensa al Rasoio di Occam House prescrive le cure per sinusite e ipertiroidismo; mentre il team continua a eseguire i test per varie infezioni batteriologiche arrivano i genitori del ragazzo.
Durante questa sessione di test Chase e Foreman parlano del sex appeal di Cameron: il ragazzo ha una nefropatia tubulointerstiziale acuta e un drastico calo dei globuli bianchi, inoltre continua a tossire.
Viene messo in una camera sterile, è senza difese immunitarie; mentre Foreman preleva del midollo spinale Chase va in farmacia con madre e fidanzata per verificare le compresse fornite dal farmacista.
House infatti pensa che il farmacista abbia confuso le compresse per la tosse (gialle, rotonde, ma con una lettera, fatto che si scoprirà a fine episodio) con quelle per la gotta (identiche ma senza lettera): il farmaco per tale malattia contiene colchicina che scatena tutti i sintomi del ragazzo.
Mentre madre e fidanzata si scontrano sulla visione della vita (pessimista/ottimista) Chase non conclude nulla (a causa del cattivo ricordo della madre che non aveva notato la lettera).
House su consiglio di Wilson prescrive una laparotomia ma prima eseguono un'angiografia per raccogliere informazioni: il cuore va in fibrillazione e rianimano il paziente con una scarica del defibrillatore.
Secondo caso clinico:
un ragazzo stile punk (piercing, tatuaggi) va da House in clinica ma non si siede per mezz'ora e non specifica i sintomi: House pensa che il ragazzo abbia infilato qualcosa nell'ano e il paziente confessa d'aver inserito un lettore mp3.
Cameron, viste le condizioni del ragazzo, consiglia di raddoppiare la dose di G-CSF mentre House pensa alla droga: entra nella camera sterile senza protezioni (ha capito che non è quella la causa) e chiede se il ragazzo ha fatto uso di ecstasy.
L'ecstasy viene tagliata con la colchicina (ma House sa che, avendola assunta solo due volte, è impossibile che siano rimaste tracce nell'organismo: continua a pensare allo sbaglio farmaceutico) e incomincia a curarlo con immunoglobuline e Tylenol per i capelli che gli ha strappato per confermare la sua diagnosi.
La colchicina ha causato tanti danni in quanto impedisce la riproduzione cellulare e altera il battito del miocardio; la cura funziona questa volta e House a fine puntata si sdraia dietro al bancone della farmacia dell'ospedale per cercare con calma le due compresse; ancora una volta ha colpito nel segno, le compresse della tosse hanno una lettera che quelle della gotta non hanno (come dirà anche il ragazzo quando ricomincerà a prendere le compresse giuste della tosse, notando la presenza di questo dettaglio).
- Altri interpreti: Kevin Zegers (Brandon), Alexis Thorpe (Mindy), Faith Prince (Becky).
- Diagnosi finale: avvelenamento da colchicina.

## L'epidemia
- Titolo originale: Maternity
- Diretto da: Newton Thomas Sigel
- Scritto da: Peter Blake

### Trama
House scopre che un bambino di neonatologia si è ammalato, con una diagnosi di occlusione intestinale. Altri 3 casi presentano una sintomatologia simile (diffusione anche a piani diversi dell'ospedale) e comincia la caccia a una presunta epidemia. La dottoressa Cuddy, all'inizio diffidente, vedendo che i problemi si stanno moltiplicando tra i neonati, mette in quarantena il reparto e si aggiunge al team diagnostico. House dichiara guerra al batterio: somministrazione combinata di vancomicina e aztreonam, risonanza magnetica per individuare ascessi e infezioni occulte.
Caso clinico:
Una ragazza avverte strani sintomi e House le fa un'ecografia: risulta incinta, solo che la ragazza non sa di chi (se del suo ex o di suo marito), così il dottore ordina anche un test di paternità (che confermerà che il padre è il marito).
La cura combinata per i neonati infetti scatena però già degli effetti collaterali: i reni stanno collassando.
Via quindi a nuove diagnosi differenziali.
Foreman pensa alla MRSA (una specie di stafilococco aureo molto resistente), un'infezione molto comune negli ospedali, mentre Cameron pensa allo pseudomonas: due malattie che per la terapia però escludono uno dei due farmaci già somministrati.
Fare una scelta vuol dire decretare la morte dell'altro neonato; non avendo scelta decidono comunque di somministrare a uno la vancomicina (per la MRSA) e all'altro l'aztreonam (per lo pseudomonas).
Il legale diffida House dal fare una sperimentazione su dei neonati ma Cuddy, disperata, ripone ciecamente la sua fiducia nel diagnosta e gli dà carta bianca. Il neonato con l'aztreonam muore, per cui House raddoppia la dose di vancomicina a tutti gli altri neonati contagiati.
Cuddy intanto fa disinfettare il reparto agli studenti del primo anno di Medicina e taglia una cravatta a un ragazzo, definendola un ricettacolo ambulante e sfogandosi con Wilson.
Cameron intanto deve comunicare il decesso alla famiglia ma si blocca e lo fa Wilson al posto suo.
La vancomicina comunque rallenta soltanto la malattia: incomincia il peggioramento, Chase pensa al VRSA e House fa l'autopsia al neonato deceduto.
Così facendo il diagnosta scopre un infiltrato linfocitico sulle pareti del miocardio ma Cameron dubita perché non emergeva linfocitosi dalle analisi del sangue, da questo House capisce che si tratta di un virus.
Testano vari virus sui neonati infetti e su un altro sano (come gruppo di controllo) ma i risultati sono identici: risultano tutti positivi all'echovirus 11, al CMV e al parvovirus B19.
House si corregge da solo: sono tutti neonati, quindi gli unici anticorpi che hanno sono quelli forniti dalle madri.
Foreman completa la deduzione: si testa il sangue delle madri per scoprire quali anticorpi hanno e si somministrano quelli mancanti ai neonati.
Si scopre che la causa è l'Echovirus 11, cioè un banale enterovirus: in un adulto può causare diarrea e esantema ma in un neonato può esser letale in quanto attacca il cuore. Foreman si fa inviare una cura sperimentale dalla Pennsylvania che da una risposta immediata e riporta i pargoli su valori normali.
Intanto House indaga su Cameron chiedendo a Foreman ma non ottiene le risposte volute. In seguito prova a scardinare i segreti della dottoressa, dicendole che se una ha così tante difficoltà nei confronti della morte è probabile che abbia fin troppa dimestichezza con la stessa oppure nessuna. House esclude quest'ultima possibilità e le chiede se ha perso un bambino. Cameron gli dà del bastardo e se ne va. La risposta di Cameron lascia House perplesso, ma probabilmente convinto della veridicità del suo sospetto.
House, non va a casa (vuole trovare l'agente scatenante) e si limita a restare seduto osservando i vari comportamenti, individuando la vera causa d'infezione: un'anziana signora che, asciugandosi il naso con le mani, trasmetteva i germi sui peluche che finivano nelle varie stanze dei bambini (ecco spiegato il coinvolgimento di tanti individui anche a distanza e su diversi piani).
- Diagnosi finale: echovirus 11.

## Sul filo dell'errore
- Titolo originale: Damned If You Do
- Diretto da: Greg Yaitanes
- Scritto da: Sara B. Cooper
- Ascolti Italia: telespettatori 3.511.000 - Share: 17,06%[senza fonte]

### Trama
La settimana di Natale House filosofeggia con Wilson sui gironi danteschi: Cuddy lo obbliga a visitare una suora con delle presunte stigmate, piaghe e arrossamenti.
House prescrive della difenidramina (un antistaminico) che la suora assume col tè: incomincia un grave attacco d'asma e il diagnosta le inietta la dose base di epinefrina (0,1 cc).
Il cuore della suora galoppa senza sosta entrando in fibrillazione: House deve rianimarla con il defibrillatore. Cuddy vuole mandare House in consiglio disciplinare perché pensa che abbia sbagliato la dose di epinefrina.
Il team con House elabora una prima diagnosi, fatale: sindrome di Strauss (solo il 33% dei casi supera l'anno), curabile con il prednisone 40 mg 3 volte al dì.
Caso clinico:
Un Babbo Natale è disteso sul lettino: House, solo fiutando l'aria, intuisce un'infiammazione intestinale, che cura con un pacchetto di sigarette (1 sigaretta 2 volte al giorno): verrà ripreso da Wilson e Cuddy.
Durante la risonanza magnetica della suora si accende un vivo dibattito tra Cameron e Foreman sull'esistenza o meno di Dio; Chase, che non vuole entrare in argomento, nota che la suora ha qualcosa che non funziona.
Di lì a poco la religiosa incomincia ad avvertire odori inesistenti e ha visioni religiose, il tutto seguito da violente convulsioni: infiammazione del lobo temporale, ativan e intubazione d'emergenza (non respira più).
Le analisi confermano la positività all'encefalite erpetica. Incomincia lo scaricabarile: mentre Cuddy incolpa House per la cura a base di prednisone lui manda la religiosa in camera iperbarica.
Intanto il diagnosta si guarda la sua soap opera preferita (General Hospital) su una Televisione portatile; nel mentre arriva suora infermiera Eucharist che sparla della sorella, raccontando al dottore di una possibile ipocondriaca.
House la sistema subito: con due sole domande le fa commettere quattro dei sette vizi capitali (superbia, ira, invidia e gola, accetta una barretta di cioccolato), inoltre si spinge (prevede il diagnosta) anche verso il quinto, il più grave per una religiosa: la lussuria.
Cuddy, visti gli errori precedenti, revoca il caso a House: dopo avere avuto uno scambio di battute con Chase, il dottore claudicante si avvia verso il monastero dove parla con la Madre Superiora: qui, con fatica, ha la conferma che Suor Augustine non ha sempre condotto una vita immacolata.
House, durante l'arresto cardiaco aveva già notato una puzzola tatuata sul braccio (che sicuramente il monastero non le ha fatto).
La Madre Superiora svuota il sacco: a 12 anni Augustine esce dal monastero, finisce subito nella droga, a 15 anni resta incinta nonostante avesse provato tutti i sistemi contraccettivi possibili (e questo influirà successivamente), a 16 anni viene accolta nel monastero attuale.
Mentre la Madre Superiora racconta House si beve il famoso tè che Augustine aveva bevuto anche in clinica: tè di scrofularia che, se abbinato anche a solo 0,1 cm³ di epinefrina, provoca arresto cardiaco.
Dopo avere sbattuto il fatto in faccia a Cuddy (dimostrando che non aveva sbagliato siringa) riprende il caso e sostiene l'ipotesi iniziale di Cameron: reazione allergica a lungo termine, quindi camera sterile e i vari allergeni somministrati uno alla volta per capire quello scatenante.
House rimane interdetto: la suora ha una crisi nella nuova camera sterile. Chase, mentre consola la suora, confessa d'aver frequentato il seminario e le recita il suo canto preferito (1 lettera di Pietro I, VII). Dopo un breve consulto con Wilson, decide di setacciare il corpo della paziente da capo a piedi con una TAC total body. Si rivela l'esame chiarificatore: si vede una croce di rame (IUD) infilata nell'endometrio e rimasta nel corpo della suora da circa 20 anni (era un contraccettivo in voga nei primi anni ottanta). La prolungata esposizione è stata ravvivata dalla donazione di pentolame di rame ricevuta poco tempo fa: ha scatenato l'allergia latente portandola fino all'arresto cardiaco. La soluzione è semplice: un intervento chirurgico per rimuoverlo e la suora starebbe di nuovo bene. La religiosa intanto confessa il suo canto preferito a Chase (il ritorno del figliol prodigo).
Una volta resa stabile la paziente, rimane lo spazio per una carrellata sul Natale dei vari componenti dello staff.
Cuddy lo passa in ospedale come anche Foreman (che si traveste da Babbo Natale per portare i doni ai bambini ricoverati) e Chase (visita la cappella ospedaliera durante la Santa Messa); Wilson non vuole tornare a casa dalla moglie e passa la festività mangiando cibo take away cinese a casa di House. Cameron vede ricambiato il regalo natalizio che aveva fatto a House e, con un sorriso sul volto, lo scuote per capire cos'è. Tutta la scena viene accompagnata da una suonata al piano fatta da House (si vedrà nella scena finale a chiusura episodio).
- Diagnosi finale: allergia al rame.

## Il metodo socratico
- Titolo originale: The Socratic Method
- Diretto da: Peter Medak
- Scritto da: John Mankiewicz

### Trama
Lucy, madre trentottenne, è in attesa con il figlio Lucas (quindicenne che però si spaccia per maggiorenne) per ricevere il sussidio di disoccupazione. La donna, in preda a scatti, tic e frasi ripetitive, è stata etichettata come schizofrenica: il figlio, mentre l'assistente si allontana, le dà un po' di vodka per farla stare meglio ma non funziona.
Uno zoom virtuale ci mostra una trombosi venosa profonda: da qui parte un embolo diretto ai polmoni che la soffoca, facendola stramazzare a terra di colpo.
Al Princeton General Hospital House non crede alla tesi alcolista del medico che parla con il figlio e si assume la responsabilità del caso; non contento, si fionda per un colloquio con la paziente, lasciando sbigottiti Wilson, Chase e Foreman.
Dopo una chiacchierata con la donna House si pronuncia: analisi del sangue con particolare attenzione a quelli che misurano la velocità di coagulazione del sangue e sospensione immediata degli psicofarmaci, il geniale diagnosta la vuole più lucida possibile.
La paziente non è molto collaborativa: pensa che Foreman le voglia rubare il sangue e gli sputa in faccia.
Il neurologo, pur infrangendo l'ordine di House di non dare psicofarmaci, la stende con l'Haldol, al fine di poter effettuare il prelievo.

#### Primo caso clinico
Una madre apprensiva non vuole che la figlia aumenti di peso, quindi le vieta lo zucchero nel modo più assoluto: la porta alla clinica gratuita per farla spaventare da un medico. House, che intuisce il giochetto, incomincia a elencare i danni più gravi causati dall'iperglicemia quali infarto, ictus e piede d'atleta, lasciando perplessa anche la madre; diagnosi per la torta di compleanno: le compri una torta gelato.
Il figlio intercetta House nel corridoio e lo avvisa che Foreman ha dato l'Haldol a sua madre, ma quel farmaco la trasforma, la cambia.
House è dubbioso ma quando scopre dell'emorragia causata dal farmaco (le fa vomitare sangue a fiotti) riprende il neurologo severamente; la sua bravata potrebbe compromettere un'elaborazione corretta della diagnosi.
Nonostante l'incidente partono le diagnosi differenziali: le più accreditate sono l'alcol etilico per Chase e la carenza di vitamina K per il claudicante dottore; prima di lanciarsi in ulteriori cure, però, House ordina un sopralluogo a casa della donna (oltre a un'ecografia al fegato).
Obiettivi della perquisizione compresse di ampicillina e alimentazione scorretta: Foreman e Chase trovano le compresse del farmaco (il tubetto però è pieno, non le ha mai prese) e un freezer pieno di hamburger per microonde.
House non è convinto dell'età del ragazzo e, tramite una lastra di un altro paziente, lo convince a tradirsi.
L'ecografia al fegato rivela una massa cistica (un cancro) di 5,8 cm inoperabile: House però non si arrende e riduce la massa tumorale da 5,8 a 4,6 cm con un'iniezione di 20 cc di etanolo.
Il chirurgo, così, non avrebbe avuto possibilità di rifiutare il caso, anche se, appena apre la donna, se ne accorge: opera comunque ma fa una bella sfuriata a Cameron per la bravata del geniale diagnosta.
Cameron si ricorda del compleanno di House e gli fa gli auguri; anche Cuddy si era ricordata ma cestina il biglietto quando scopre che la cosa non è gradita.

#### Secondo caso clinico
Un uomo viene da House con un banale singhiozzo e come unico rimedio finora si è sempre schiaffeggiato; il medico non lo contraddice e lo lascia fare, ammirandolo incredulo.
Intanto Lucy chiama gli assistenti sociali che portano via Lucas e questa scintilla accende House: preoccuparsi per un'altra persona va ben oltre le normali decisioni schizofreniche e raduna il suo team, elaborando poi la diagnosi decisiva.
Malattia di Wilson: il corpo accumula rame e questo causa danni al fegato (la cirrosi epatica che Chase aveva erroneamente attribuito all'alcolismo), cataratta riconoscibile dagli anelli di Kayser-Fleischer (House ha collegato questo sintomo al quadro clinico da un appuntamento saltato con un oculista).
Nonostante le proteste di Foreman (pensa che House cerchi la via più semplice) guardando gli occhi della paziente compaiono degli anelli dorati (o anelli di Kayser-Fleischer), sintomatici dell'accumulo di rame nel corpo; la diagnosi è confermata, via alla cura.
Per fortuna è una condizione curabile: chelanti endovena e una dieta regolata possono farla guarire del tutto, anche se già a fine episodio non ha più spasmi involontari, porta gli occhiali, è perfettamente cosciente e legge un libro, che fa da colonna portante per tutto l'episodio: The wild swans at coole (I cigni selvatici a Coole)
Il figlio serba ancora rancore contro House per la storia dell'assistenza sociale: House, per non fare ricadere la colpa su Lucy, la scarica direttamente sulla direttrice dell'ospedale (Cuddy).
Chiude l'episodio un'ironica battuta di Wilson rivolta a House: Il tuo compleanno non capita in questi giorni?
- Diagnosi finale: Tumore al fegato, malattia di Wilson.

## Fedeltà
- Titolo originale: Fidelity
- Diretto da: Bryan Spicer
- Scritto da: Thomas L. Moran

### Trama
Due amici fanno jogging pomeridiano il sabato. Uno dei due torna a casa, dove sua moglie è a letto da ben 3 giorni; appena il marito cerca dolcemente di svegliarla si becca un violento schiaffo.
La donna, non cosciente, viene portata dal consorte al Princeton Plainsboro Teaching Hospital.
Dorme 18 ore al giorno ed è estremamente irritabile: l'unico indizio che risulta dal pronto soccorso è la VES elevata e una diagnosi di depressione clinica (House però osserva che, se fosse corretta l'ipotesi, la paziente non dovrebbe avere la febbre).
Cameron convince House ad accettare il caso, e il diagnosta ordina a tappeto nuove analisi del sangue, risonanza magnetica con tagli di 2 mm del mesencefalo e screen tossicologici per intossicazione alimentare.
Caso clinico:
Una donna di poco più di trent'anni avverte un senso d'oppressione; House pensa a un'anemia, ma quando la ragazza si spoglia nota il seno rifatto chirurgicamente (la stessa donna confessa che è un regalo per i 40 anni del marito).
Dopo avere ordinato una serie di esami apparentemente inutili (elettrocardiogramma, analisi del sangue e screen tossicologici), House scopre una pressione arteriosa molto bassa.
Soluzione: il marito mescola il suo farmaco antipertensivo nella colazione della moglie per evitare di dover avere rapporti sessuali con lei.
La paziente principale ha improvvise convulsioni (che vengono sedate con l'ativan): al risveglio non riesce a riprodurre dei banali cerchi e triangoli intersecati.
L'origine neurologica è lampante, ma si pensa a una sindrome paraneoplastica: la madre è morta di cancro al seno, per cui viene eseguita la mammografia e una nuova risonanza magnetica, ma compaiono solo calcificazioni benigne.
House ordina immunoglobuline endovenose mentre Wilson vorrebbe fare varie PET per cercare il tumore.
Il geniale diagnosta brucia tutti sul tempo e pensa alla Tripanosomiasi africana, altrimenti comune come malattia del sonno.
Tutti gli danno contro, in quanto sia lei sia il marito negano di essere stati fuori dagli Stati Uniti.
Il discorso alla paziente riguardo al marito e al sesso, però, gli ricorda una cosa vitale: ciò che si trasmette col sangue passa anche tramite i fluidi corporei (il che farebbe pensare a un tradimento).
Foreman continua a negare la validità della malattia del sonno e, d'accordo con il team, decide di curarla per la tularemia (o febbre del coniglio) tramite cloranfenicolo 25 mg per 4 volte al giorno.
Questa cura la manda direttamente in coma. House mette davanti al marito la morte della compagna entro 24 ore in caso di diagnosi errata e lui acconsente alla cura per la malattia del sonno, vivendo con il dubbio del tradimento (se migliorerà) e augurandosi che peggiori, segno di fedeltà.
Chase somministra le prime dosi di melarsoprol alla donna per la malattia del sonno, un farmaco che di per sé causa la morte in circa il 10% dei casi in cui viene utilizzato e viene fornito in siringhe di vetro perché fonde la plastica.
Cameron insulta il marito per il suo ragionamento (morte = fedeltà) e piange lacrime calde in laboratorio: confessa a House d'essersi sposata molto giovane con un ragazzo già malato di cancro alla tiroide con metastasi al cervello (il matrimonio è durato solo 6 mesi).
House prova un minimo di empatia, ma deve subito correre con la dottoressa dalla paziente: la cura la sta facendo peggiorare, la febbre è galoppante.
È solo un momento passeggero per fortuna, in quanto la donna si risveglia e spiega al marito l'accaduto: lui se ne va subito, senza dire una parola. Cameron gli dice che è evidente che la moglie lo ami davvero e che non deve andarsene, ma il marito risponde che se lo amasse davvero non lo avrebbe tradito e se ne va.
House parla con la donna (vuole sapere il nome dell'amante), che è disperata perché il marito l'ha lasciata e cerca di parlarne con House, il quale si limita a dirle che ognuno deve prendersi la responsabilità delle proprie azioni, conseguenze comprese. House insiste per farsi dire il nome dell'amante, al fine di potere prestare anche a lui le cure necessarie: si scopre che è il miglior amico (sposato anche lui e con figli) del marito, già visto a inizio episodio durante il jogging.
- Altri interpreti: Dominic Purcell (Ed Snow), Clementine Shepherd-Ford (Samantha Campbell), Myndy Crist (Elyce Snow).
- Diagnosi finale: Tripanosomiasi africana umana

## Madre controllo
- Titolo originale: Poison
- Diretto da: Guy Ferland
- Scritto da: Matt Witten

### Trama
Durante un compito in classe di algebra, uno studente stramazza al suolo in preda a vertigini e nausea.
Foreman lo segnala a House, sottolineando la bradicardia marcata e i test tossicologici puliti.
House, in attesa che la perquisizione a casa del ragazzo fatta da Foreman e Cameron dia qualche indizio, raddoppia la dose d'atropina.
Intanto, la madre del ragazzo stressa Chase all'inverosimile, dichiarando addirittura di avere fatto il test sulle droghe al figlio di nascosto (negli Stati Uniti vengono venduti liberamente nelle farmacie).
Mentre la donna si dilunga, il figlio Matt continua a soffrire: una crisi convulsiva viene calmata con del diazepam.
Foreman e Cameron trovano delle conserve di pomodoro con il coperchio gonfio (segnale di contaminazione batterica): House ne assaggia un po' (già sicuro che non siano loro la causa).
Il ragazzo, in misura cautelare, viene lavato da cima a fondo dalle infermiere per rimuovere ogni residuo tossico.
Caso clinico:
House ha il suo bel da fare in clinica con un'anziana donna che manifesta un elevato desiderio sessuale nonostante l'età: dichiara apertamente di desiderare il noto attore Ashton Kutcher, rendendosi ridicola e tenera. Flirta anche con il geniale diagnosta, che le prescrive esami di routine: la diagnosi è sifilide.
Le somministra quindi delle compresse per eliminare le spirochete che danneggiano il cervello dell'attempata signora, ma lei le rifiuta per paura di perdere il desiderio: House la rassicura dicendo che quello, poiché dovuto a un danno cerebrale irreversibile, resterà comunque e farebbe bene a curarsi, in modo da potere flirtare ancora a lungo con lui.
Intanto, si scopre che l'agente tossico che sta uccidendo il giovane è un organofosfato, il problema è capire quale. Il team prova la pralidossima, ma scatena una bradicardia e si rende necessario utilizzare uno stimolatore cardiaco. Foreman vorrebbe curarlo con le idrolasi, che però sono specifiche per ogni agente singolo. Cameron trova del disulfotone a casa del ragazzo e vorrebbero curarlo con l'idrolasi adeguata, ma la madre si rifiuta (è convinta che il figlio non l'abbia usato).
Mentre la questione è in atto, arriva un secondo ragazzo asiatico, pari sintomi ma nulla apparentemente in comune.
Cameron e Chase indagano sullo scuolabus, e House vorrebbe utilizzare l'idrolasi per l'etilparation (è stato spruzzato su dei campi adiacenti alla strada che percorre il veicolo) ma la madre è irremovibile: vuole aspettare infatti la risposta del CDC.
Cameron, rivelando una grinta finora nascosta, convince la donna e incomincia la cura: i due ragazzi hanno un attacco in contemporanea, bloccato con del diazepam 10 mg.
Il fegato è intossicato mentre polmoni e cuore sono deboli: urge trovare la risposta definitiva.
Cameron e Foreman perquisiscono entrambe le case e trovano il detersivo in comune (TKO giallo) ma House, dopo avere sentito che i due ragazzi avevano vestiti nuovi mai lavati, s'insospettisce.
Corre nel magazzino con Chase e fruga negli indumenti dei ragazzi: analizzando in laboratorio i jeans invecchiati ad hoc dei ragazzi si scopre che l'agente inquinante era il fosdrin.
Il venditore di questi jeans (solo 5 $ al paio) trasportava l'insetticida con lo stesso camion: ovviamente gli indumenti venivano caricati nello stesso mezzo senza tanti complimenti (e soprattutto senza venir mai lavati), contagiandosi e diventando delle vere e proprie bombe a orologeria. Ovviamente Madre Controllo si oppone alle cure. Chase imita il CDC al telefono (dice che non possono fornire una risposta solo su dei fax): la madre, trovandosi di fronte House che, con già la cura a portata di mano, si gode beato la sua soap General Hospital, concede di nuovo fiducia al team del diagnosta.
Entrambi i ragazzi si riprendono ed escono dall'ospedale dalla porta principale (da quella posteriore escono i cadaveri).
- Diagnosi finale: avvelenamento da organofosfato (phosdrin)
- Curiosità: Il caso dell'anziana signora è molto simile a quello descritto nel libro L'uomo che scambiò sua moglie per un cappello.

## Rianimazione vietata
- Titolo originale: DNR
- Diretto da: Frederick King Keller
- Scritto da: David Foster

### Trama
John Henry Giles, noto musicista jazz paralizzato, ha una crisi respiratoria durante una jam session presso uno studio di registrazione.
Cuddy assegna il caso a Foreman che, come obiettivo primario, dovrebbe curare la polmonite: prescrive quindi antibiotici ad ampio spettro e controllo della funzionalità tiroidea.
House, infischiandosene della polmonite, continua a pensare alla causa della paralisi ed esclude la SLA; Chase suggerisce una neuropatia motoria multifocale (da verificare con una risonanza magnetica).
Il jazzista, intanto, a causa di scarse spiegazioni da parte di Foreman, firma l'ordine di non rianimazione (o DNR, do not resuscitate: in italiano viene tradotto con da non rianimare).
House prescrive le immunoglobuline per la paralisi, ma queste mandano di nuovo l'uomo in arresto respiratorio e nessuno lo può soccorrere, in quanto ha firmato un DNR; House pensa a salvargli la vita e lo intuba, guadagnandosi una diffida che lo obbliga ad una distanza di 20 metri dal paziente.
Mentre Giles è attaccato a un ventilatore polmonare, Cameron suggerisce la malattia di Wegener come causa paralizzante; House richiede un esame istologico per verificare l'ipotesi (verranno incominciate le cure con il citoxan in via cautelare prima dei risultati) e il paziente viene spostato in terapia intensiva, tenendo così House lontano dal lavoro della clinica.
Martin Hamilton, il precedente medico che aveva diagnosticato la SLA, arriva in volo per staccare la spina al suo assistito; House deve rispondere davanti al giudice delle sue azioni e, giocando con le statistiche (per cui ognuno di noi ha avuto o ha parenti con problemi cardiaci), lascia perplesso il giudice che si guarda le dita timoroso dopo che il diagnosta gli fa notare che l'aspetto delle sue mani può indicare cardiopatia.
Fortunatamente non è la malattia di Wegener: staccato il ventilatore polmonare, il paziente respira da solo.
House richiede un doppler per evidenziare coaguli, causa di eventuali ictus; intanto parla con il paziente che, a denunce ritirate, acconsente alle cure di House (al fine di trovare la chiave del puzzle).
Dopo un'analisi dei parallelismi tra il paziente e House, quest'ultimo non smette di lottare: lo porta a fare una risonanza magnetica.
Mentre Foreman cena con il suo ex collega Hamilton, che gli offre un posto da socio con privilegi principeschi, si scopre che la paralisi del braccio è causata da un coagulo cerebrale e non dalla SLA.
Le cure possibili sono due: o l'eparina, (con possibili danni ai polmoni già compromessi), o un'embolectomia tramite un catetere: l'operazione stupisce tutti, in quanto, oltre alla mobilità del braccio, l'uomo recupera anche la sensibilità della gamba fino al polpaccio.
House decide di sospendere tutti i farmaci (lasciando solo la cura dell'ex collega di Foreman) per determinare quello che ha fatto realmente la differenza: torna la paralisi agli arti inferiori (la cura di Hamilton è quindi inutile).
Il diagnosta ritorna a somministrare gli steroidi e ordina una nuova risonanza magnetica per vedere cos'è cambiato.
È la prova del nove: viene evidenziata una formazione arterio-venosa intradurale che preme sul midollo spinale (era stata coperta da tessuti cicatriziali dovuti a un'infiammazione, eliminata poi dagli steroidi usati per la polmonite).
Una paralisi per via di un banale ematoma: tolta la causa chirurgicamente, vediamo il jazzista che esce dall'ascensore con il bastone, zoppicando proprio come House.
Estremamente grato al tormentato diagnosta per averlo riportato a una vita normale, il jazzista gli regala la sua tromba, a una condizione: la può vendere o regalare, ma non deve mai suonarla.
- Altri interpreti: Brandy Norwood (Brandy), Harry Lennix (John Henry Giles), Chloe Webb (Cora).
- Diagnosi finale: ematoma (formazione arterio-venosa intradurale).

## Storie di vite diverse
- Titolo originale: Histories
- Diretto da: Dan Attias
- Scritto da: Joel Thompson

### Trama
Vittoria, trentenne senzatetto, entra in un rave party alla ricerca di un certo James, ma l'ingresso è a pagamento. Il buttafuori la compatisce e la fa entrare gratis; all'interno, una ragazza la bacia passandole varie pasticche (sicuramente droga) con la lingua. Lei le sputa ma viene poi colpita da un'altra ragazza che la offende perché stava baciando la sua fidanzata.
All'improvviso arriva una retata della polizia; nel trambusto generale, la donna rovina a terra senza dar segni di vita e viene portata d'emergenza al Princeton Plainsboro Teaching Hospital.
Il caso viene presentato a House da Wilson, che mostra un vivo interesse per la donna, mentre Foreman crede che menta per avere un posto dove dormire e un pasto caldo; dopo i primi screzi se accettare il caso o no, House - per semplice ripicca verso il neurologo - la prende subito in cura e partono le diagnosi differenziali.
Non essendoci nessuna lesione cancerosa, si sospetta un'overdose, altro sintomo l'ipoglicemia; viene ordinata una flebo di fisiologica per ristabilire l'equilibrio elettrolitico e una risonanza magnetica, ma quando Foreman tenta di fare il suo lavoro viene morso alla mano dalla paziente.
La donna ha una forte amnesia (in seguito si capirà essere dovuta a un trauma cranico), per cui anamnesi inesistente: House decide di ricostruirla guardando i suoi effetti personali, che Foreman recupera da uno scatolone dove Vittoria viveva assieme ad altri senzatetto, nonché le sue precedenti cartelle cliniche.
Qui emerge un nuovo indizio: un coloratissimo e dettagliato fumetto di una supereroina chiamato Calendraika, pieno di dettagli e riferimenti sul luogo dove la donna viveva prima e sulla sua vita precedente.
Alla paziente viene rimosso un chiodo chirurgico inserito nel braccio dopo un probabile incidente, e Foreman le somministra ferro destrano per curare l'anemia, ma la paziente ha una reazione allergica a questo medicamento e Chase ordina subito la somministrazione di epinefrina; alle cure per il congelamento e per la depressione si aggiungono due appuntamenti vicini da un oncologo (Wilson pensa a un cancro delle ovaie).
Viene ordinata un'ecografia per la sindrome paraneoplastica (suggerita dagli spasmi); intanto Cuddy, visto che House finge un raffreddore per non dover adempiere alle sue ore di clinica, gli affida due studentesse per mostrar loro come sviluppare diagnosi efficaci in poco tempo.
Viene scoperta una massa solida nella donna, molto probabilmente un cancro all'ovaio (intanto la paziente confessa d'essersi procurata un'overdose d'insulina); le viene somministrato l'isoniazide, rifampicina e streptomicina, ovvero l'unica cura possibile per un tubercoloma.
I medici concludono tristemente che l'unica cura possibile per un cancro all'ovaio a quello stadio sarebbe solo una bara di pino.
La donna intanto peggiora, con febbre a 41º e ipersensibilità alla luce; Chase pensa al tubercoloma, mentre Foreman al tumore, con nuovi esami del sangue, coltura delle urine e radiografia toracica.
In una frenetica corsa contro il tempo, vengono somministrate nuove cure per una possibile sindrome serotoninergica: bromocriptina per antagonizzare gli effetti dell'antidepressivo (viene sospeso il Prozac), viene fatto anche un bagno di ghiaccio per abbassare la temperatura e fare arrivare la donna viva ai risultati degli esami (nuovo sintomo: idrofobia). House le somministra il ceftriaxone per la meningite, ma la donna scappa (nonostante 10 mg di haldol in corpo: un potente sedativo): viene stesa da un poliziotto con il taser, un piccolo apparecchio che rilascia scosse elettriche (anche fino a 600 volt) che provocano stordimento immediato (House lo scopre corrompendo il poliziotto, in quanto lui continuava ad affermare che l'aveva trovata così, senza averla nemmeno sfiorata).
Caso studentesse: Una ragazza, dopo essersi slogata un polso, non si ricorda niente e, in base alla persona che la visita, inventa sul momento l'origine del trauma riempiendo i buchi con oggetti che vede intorno a sé (un cavallo disegnato, il disegno di una spiaggia, un'aquiletta come spilla).
La paziente è portata quindi a mentire per natura: sindrome di Korsakoff, causata da insufficienza di vitamina B1.
House fa impazzire le studentesse facendole cercare ogni malattia presente sul dizionario medico a partire dalla C, mentre la sindrome incomincia con la K, e spiega loro di trattare tutti i pazienti come se avessero la Korsakoff, in quanto, secondo i suoi assiomi, tutti mentono.
Per rallentare il cuore della senzatetto, i medici somministrano dell'adenosina 1 mg, in quanto il cuore era in TPSV e aveva superato i 150 battiti al minuto; il ritmo torna normale in poco più di due secondi.
La gamba della paziente è insensibile, così come il polso di Foreman (dov'era stato morso dalla donna); tutti i sintomi conducono a una rarissima patologia negli esseri umani, la rabbia. Foreman segue la profilassi e guarisce a breve, per la paziente è ormai troppo tardi: è questione di un giorno, massimo due.
Wilson, seguendo Foreman, si dirige a casa della paziente seguendo i fumetti di Calendraika e, tramite vecchi documenti/foto e altro ancora, i due scoprono il reale passato della donna: sposata con Paul Furia (nome che lei ripete ossessivamente), avevano un figlio, James; sono morti entrambi in un incidente automobilistico in cui lei era al volante. Lei si ruppe solo un braccio, mentre per loro due non ci fu nulla da fare; pazza di dolore, Vittoria ebbe un crollo psicotico, abbandonando tutto e continuando a cercarli in giro per la città. Mosso a pietà, Foreman decide di fingersi Paul e la perdona, dicendole che non è colpa sua; così facendo la donna può morire in pace.
House però non si dà per vinto e segue Wilson fuori dall'ospedale: vuole capire il perché di tutto questo interesse per i senzatetto.
Si scoprirà che Wilson ha un fratello che vive per strada e che non sa nemmeno se sia vivo o morto, non vedendolo da anni.
- Diagnosi finale: rabbia.
- Guest star: Leslie Hope (Vittoria)
- Curiosità: questo è il primo episodio nella serie dove il team di House non riesce a salvare il paziente.

## Disintossicarsi
- Titolo originale: Detox
- Diretto da: Nelson McCormick
- Scritto da: Lawrence Kaplow e Thomas L. Moran

### Trama
Due giovani innamorati stanno andando a zonzo con l'automobile del padre del ragazzo, ma il sedicenne Keith incomincia a tossire sangue; così, la sua ragazza (che sta guidando) si distrae e, dopo aver evitato un tir, fa schiantare la costosa automobile contro un autobus. In ospedale, House è dal farmacista in cerca del Vicodin, che non gli viene dato in quanto è stato erroneamente inviato al centro ricerche. House perde un po' il controllo, così interviene la Cuddy, che dice al diagnosta di attendere un'ora per avere il suo antidolorifico.
Keith viene dunque ricoverato e affidato al team di House (che inizialmente pensa sia normale avere emorragie interne dopo un incidente, ma si ricrede dopo aver sentito che il ragazzo ha l'anemia emolitica, quindi accetta il caso); Cameron procede analizzando la sua anamnesi, scoprendo che il ragazzo - nelle ultime tre settimane - è stato più volte costretto ad andare in ospedale a causa di emorragie interne, che sono quindi precedenti all'incidente. Ritornato dal farmacista, House ottiene il Vicodin, che assume velocemente per recuperare le ore di astinenza, motivo per cui la Cuddy, preoccupata per la sua dipendenza dall'oppiaceo, gli propone una sfida: una settimana senza pillole in cambio di un mese di esenzione dalla clinica. Ciò causa non pochi problemi ai suoi colleghi e ai pazienti, visto che senza antidolorifico House è ancora più intrattabile del solito. La crisi di astinenza provocata dall'interruzione del Vicodin diventa talmente insopportabile per House che, pur di riuscire a distogliere la propria mente dalla sofferenza e tentare disperatamente di rilasciare endorfine che portino un minimo di sollievo, decide di fratturarsi la mano con un grosso pestello da mortaio.
Si arriva alla diagnosi dell'epatite E, visti i viaggi in Cina del ragazzo, ma Foreman crede che sia lupus eritematoso sistemico. House, per accomodare le cose, fa incominciare un trattamento con il Solumedrol, un farmaco immunosoppressore leggero, così da trattare il Lupus; in caso di peggioramenti, sarebbe confermata la diagnosi di epatite E per la risposta immunitaria. Ma le condizioni generali del paziente si aggravano, e né la diagnosi di epatite E né quella di lupus si riveleranno esatte. Dopo una forte emorragia interna e il danneggiamento del fegato, si rende necessario un trapianto, ma House lo disapprova. Grazie ad un'allucinazione del ragazzo, il geniale diagnosta trova la giusta diagnosi: la gatta di Keith, che il padre credeva fosse morta di vecchiaia, è in realtà deceduta per avvelenamento da naftalina portata da termiti. L'autopsia condotta sulla gatta da House fa trovare al medico una grossa termite che produceva naftalina. Interrotto l'intervento, House viene aggredito dal padre del ragazzo, ma dopo il consenso dell'équipe medica l'uomo si convince ad ascoltare il diagnosta. Come si prevedeva, nel muro della camera del ragazzo vengono trovate centinaia di termiti. House aveva ragione e il ragazzo si riprende.
Passata una settimana, si rivede House in forma (dopo sette giorni da tossico in crisi d'astinenza dal Vicodin) parlare con Wilson e ammettere di essere sotto la dipendenza del farmaco. Tuttavia, egli non ha alcuna intenzione di sospenderlo, perché la sua vita va bene così.
- Altri interpreti: Amanda Seyfried, Nicholas D'Agosto
- Diagnosi finale: avvelenamento da naftalene.

## Una vita per un'altra vita
- Titolo originale: Sports Medicine
- 'Diretto da: Keith Gordon
- Scritto da: John Mankiewicz e David Shore

### Trama
Durante le riprese di uno spot di sensibilizzazione ai pericoli della droga, Hank Wiggen, un noto giocatore di baseball che in precedenza ha fatto uso di sostanze stupefacenti e di cui House è un grande tifoso, si rompe un braccio e viene ricoverato in ospedale.
Wilson diagnostica una sorta di osteoporosi, ma a causa della giovane età dell'uomo, passa il caso ad House, che accetta immediatamente di occuparsene. La prima diagnosi è legata all'uso di steroidi, ma tutti i test risultano negativi; House, non convinto, interroga l'uomo e scopre che gli è stato fatto prendere qualcosa, ma non si sa cosa. Le condizioni dell'uomo si aggravano ulteriormente, i reni cedono e si rende necessario un trapianto. La moglie si offre, ma si scopre che è incinta, e un trapianto comporterebbe un aborto: la donna accetta pur di salvare il marito, che incomincia anche ad accusare allucinazioni. House scopre che il giocatore, per salvare il bambino, tenta di avvelenarsi con delle compresse. Il diagnosta viene accidentalmente bagnato da urine e si accorge che la moglie del paziente non ne sente l'odore: capisce così che la donna non ha un olfatto funzionante a causa di un avvelenamento da cadmio, che sia lei sia il fidanzato hanno assunto utilizzando della marijuana coltivata in un campo contaminato. La donna è uscita dalla dipendenza dopo aver perso l'olfatto, mentre il giocatore ha continuato a drogarsi mantenendo il segreto; House mente, scrivendo sul referto che il paziente ha la malattia di Addison, per evitargli l'espulsione dalla Major League.
House cerca qualcuno con cui andare ad uno spettacolo di Monster Truck e, non trovando nessun altro (Wilson aveva organizzato un incontro con Stacy, l'ex compagna di House) invita la dottoressa Cameron, con cui passa una piacevole serata.
- Diagnosi finale: avvelenamento da cadmio.

## Dannato
- Titolo originale: Cursed
- Diretto da: Daniel Sackheim
- Scritto da: Matt Witten e Peter Blake

### Trama
Il dodicenne Gabriel Rilek partecipa ad una seduta spiritica in una vecchia casa dove, per uno scherzo degli amici, uno spirito gli dice che morirà. Durante la settimana seguente, il ragazzo ha una febbre che non accenna a diminuire, quindi la madre decide di portarlo all'ospedale, ma il ragazzo sviene; egli è molto preoccupato perché crede che la predizione possa avverarsi. House è titubante nell'accettare il caso, ma alla fine si convince, anche perché Cuddy fa delle pressioni su di lui, in quanto i genitori del ragazzo sono finanziatori dell'ospedale. Il ragazzo ha uno sfogo sul braccio e la prima diagnosi è di polmonite. Chase prende a cuore il ragazzo, che come lui ha problemi coi genitori. Parlando da solo con Gabriel mentre gli esegue una biopsia al braccio, si fa rivelare di essere stato in quella casa: Chase va a prendere un campione della muffa su cui il ragazzo è caduto e che forse gli è penetrata dove si è tagliato.
Contemporaneamente arriva il padre di Chase, Rowan, reumatologo di fama mondiale, odiato dal figlio perché lasciò la moglie che divenne un'alcolizzata e morì quando Chase aveva quindici anni. House vede un puntino blu sul collo di Rowan, cosa che gli fa pensare a un tumore ai polmoni: il sig. Chase conferma, aggiungendo che ha solo qualche mese di vita, cosa che colpisce House.
Dai campioni risulta che Gabriel è affetto da antrace, ma la diagnosi viene messa in dubbio a vantaggio di una sarcoidosi che, secondo il reumatologo (il padre di Chase), ha colpito polmoni e ghiandole. La testardaggine di Chase e le parole del padre di Gabriel porteranno sulla giusta strada: il padre di Gabriel aveva la stessa malattia del figlio, la lebbra, contratta durante un segreto viaggio in India, cosa che viene intuita da House.
Alla fine dell'episodio, Robert e Rowan si salutano affettuosamente e il padre afferma che tornerà a trovarlo fra un anno, nascondendogli di avere un tumore.
- Guest Star: David Henrie (nel ruolo di un amico di Gabriel) e Patrick Bauchau (nel ruolo del padre del dottor Chase)
- Diagnosi finale: lebbra

## Sotterfugi
- Titolo originale: Control
- Diretto da: Randy Zisk
- Scritto da: Lawrence Kaplow

### Trama
Durante una riunione di lavoro, Carly - una manager trentenne - perde l'uso delle gambe e viene portata al Princeton Plainsboro Teaching Hospital, dove si appura che la paziente ha paralisi al quadricipite destro. Chase sbaglia a fare una radiografia, in quanto ha radiografato la gamba sinistra invece della destra.
Nel frattempo, una donazione di cento milioni di dollari fa diventare Edward Vogler direttore del consiglio di amministrazione della clinica: egli vuole rendere l'ospedale un'impresa vantaggiosa per i suoi affari, nonché un importante centro di ricerche per malattie come l'Alzheimer (di cui soffre suo padre) e tumori, e per potere fare questo vuole tagliare i fondi all'unità di diagnostica diretta da House. Vogler, inoltre, vuole che House usi il camice da medico.
House visita in ambulatorio un ragazzo il cui padre è muto da quando è stato operato al ginocchio: convinto che menta, cerca di spaventarlo per farlo urlare, senza però ottenere niente. Interroga così il chirurgo che lo ha operato, e scopre che ha ottenuto un indennizzo di un milione di dollari; il diagnosta capisce che egli può parlare, ma non lo rivela alla Cuddy.
Carly necessita di una colonscopia, che però rifiuta: Wilson le propone una colonscopia virtuale, che corrisponde alle esigenze della paziente ma è molto costosa. Non le viene diagnosticato nulla e tutti gli esami danno esito negativo, così Foreman le comunica che verrà dimessa, ma in quel momento la donna incomincia a gridare per il dolore: House, ricontrollando i sintomi, intuisce che un farmaco che la ragazza assumeva per provocarsi il vomito (essendo bulimica) ha distrutto i tessuti nervosi di gambe e cuore e l'unico modo per trovare un cuore è mentire alla commissione trapianti, nascondendo inoltre l'autolesionismo della giovane donna e rischiando il posto di lavoro. House corre il rischio e ottiene l'organo.
Cameron chiede a House se lei gli piaccia ma lui risponde di no. In seguito Vogler visita House, che gli comunica di essere illicenziabile senza l'unanimità del consiglio di amministrazione, cosa che non può capitare perché Wilson e la Cuddy non lo licenzierebbero mai. Vogler gli risponde di esserne al corrente, ma di non aver bisogno di nessun permesso per licenziare Wilson o la Cuddy.
- Altri interpreti: Chi McBride (Vogler)
- Diagnosi finale: insufficienza cardiaca per eccesso di ipecacuana

## Un mafioso in corsia
- Titolo originale: Mob Rules
- Diretto da: Tim Hunter
- Scritto da: David Foster e John Mankiewicz

### Trama
Joey Arnello, un mafioso che avrebbe dovuto testimoniare a un processo in tribunale, ha un improvviso svenimento e quando viene portato al Princeton-Plainsboro Teaching Hospital è già in coma profondo. Ad House arriva una richiesta del tribunale per curarlo. House conferma la diagnosi di coma, smentendo le dicerie dei federali (ovvero che stesse fingendo), ma nel bel mezzo di una diagnosi improvvisamente il paziente si sveglia dal coma. Il fratello, molto legato a lui, minaccia House e vuole che venga curato al massimo delle capacità del diagnosta.
Vogler dimette Joey, contro il parere di House. Dopo poche ore, il paziente ritorna all'ospedale in pessime condizioni e gli viene diagnosticata un'epatite C. Tuttavia, il fratello del paziente non è propriamente d'accordo (in quanto l'epatite c implicherebbe l'omosessualità di Joey), tanto che prende a schiaffi Chase, ma House continua la terapia. Quindi viene diagnosticato un avvelenamento da chai hu, contenuto nelle caramelle per non fumare. Ma anche dopo aver filtrato il sangue, la situazione non cambia e il mafioso ritorna in coma.
Nel frattempo, il diagnosta è occupato in ambulatorio da un bambino che infila degli oggetti nel naso. House deve far ammettere al fratello del paziente che probabilmente Joey è omosessuale, in modo da sospendere tutte le cure, date le ipotesi di malattie veneree; House decide che non dirà a nessuno della malattia di Joey e, in cambio, i mafiosi gli regalano una costosissima Corvette del '65. Quando il mafioso si risveglia dal coma, decide di entrare nel programma protezione testimoni, per vivere una vita normale. Cameron intanto, con grande stupore dei suoi colleghi, confessa di essersi presa una cotta per House, che però ammette apertamente di non ricambiarla. Alla fine dell'episodio, House dice a Wilson che Vogler ha preteso dalla Cuddy che il diagnosta licenzi Cameron, Chase o Foreman dato che giudica il reparto di diagnostica uno spreco di soldi.
- Altri interpreti: Chi McBride (Vogler)
- Diagnosi finale: epatite C, deficit di ornitina transcarbamilasi

## Il male dentro
- Titolo originale: Heavy
- Diretto da: Fred Gerber
- Scritto da: Thomas L. Moran

### Trama
Jessica Sims, una bambina di dieci anni obesa, durante l'ora di educazione fisica ha un arresto cardiaco e viene dunque portata al Princeton; la bambina si sente molto sola per via del suo stato fisico, nonostante le consolazioni della madre, perché i compagni la prendono in giro e non riesce a dimagrire nonostante numerose diete. Il caso viene affidato ad House che, sotto pressione di Vogler, lo utilizzerà come prova per scegliere chi dovrà licenziare tra i suoi assistenti. La diagnosi viene subito imputata all'obesità, e si scopre che Chase non ama le persone grasse. Incominciano quindi vari esami, tra cui la curva ipoglicemica, che porta la bambina in uno stato di psicosi. Poco dopo House, fingendo di lavorare in laboratorio, dice alla madre che non è assolutamente a causa dell'esame, ma è stata lei stessa ad andare in uno stato di psicosi acuta. Tutto ciò per via di un embolo. Il team incomincia quindi una cura per prevenire un'altra embolia. Ma con questa cura si presentano delle piaghe (necrosi dell'epitelio) e la colpa viene data a Cameron che, secondo House, ha somministrato i farmaci errati. Dopo varie ipotesi House, Chase e Foreman scoprono un tumore dopo una risonanza magnetica: House nota che sia la madre sia il padre sono alti, mentre Jessica è di bassa statura, cosa che gli fa pensare alla malattia di Cushing, la quale spiegherebbe anche l'incapacità della paziente di perdere peso. Infatti, dopo l'asportazione della massa tumorale, la bambina comincia a dimagrire e a crescere in altezza.
House sceglie Chase come persona da licenziare, ma Vogler si oppone, perché Chase gli ha fornito informazioni per salvarsi il posto, tradendo così House.
- Altri interpreti: Chi McBride (Vogler), Jennifer Stone (Jessica Sims)
- Diagnosi finale: sindrome di Cushing ipercortisolemia

## Un candidato a rischio
- Titolo originale: Role Model
- Diretto da: Peter O'Fallon
- Scritto da: Matt Witten

### Trama
Durante un discorso per una campagna elettorale, Gary Wright, un senatore di colore candidato alle elezioni, si sente improvvisamente male e viene portato in ospedale.
Intanto, Vogler trama per licenziare House e gli propone di sponsorizzare un farmaco prodotto da una sua società per non licenziare nessuno dei suoi assistenti; il diagnosta tentenna, perché odia tenere discorsi in pubblico tanto quanto piegarsi alla volontà del milionario. Il senatore mostra i sintomi dell'AIDS, ma si rifiuta categoricamente di accettare la diagnosi, che provocherebbe il suo fallimento politico (infatti pensa che ai neri non venga data una seconda chance), e obbliga i medici ad effettuare ulteriori esami, ma anche questi risultano positivi. Così House va da lui per somministrargli delle compresse: dalle parole del senatore, però, capisce che la diagnosi non è esatta e continua a studiare un'altra possibilità.
House in ambulatorio affronta il caso di una donna che amoreggia con l'ex, che abita al piano superiore, senza saperlo: si tratta di un particolare disturbo del sonno chiamato sexomnia. Tra l'altro la donna è rimasta incinta e House le fa notare che se vivono insieme dopo un anno dalla separazione e lei nel sonno corre da lui per fare sesso è probabile che in realtà i due si amino ancora.
Nel frattempo il senatore continua a peggiorare, perdendo l'uso della parte destra del corpo e incominciando a balbettare. Alla conferenza, House si rifiuta di pubblicizzare il farmaco, mettendo in imbarazzo Vogler e dicendo che il nuovo farmaco è, essenzialmente, una truffa. Il paziente è sul punto di morire e la respirazione è assente. House riesce a far confessare il senatore che da piccolo ha sofferto di epilessia, riconducendo in tal modo i sintomi ad un farmaco che aveva assunto trenta anni prima.
Alla fine Cameron decide di dare le dimissioni, dicendo che, in questo modo, House non sarà costretto a fare una scelta e lei non dovrà affrontare ciò che prova per lui.
- Altri interpreti: Chi McBride (Vogler), Joe Morton (Senatore Gary Wright)
- Diagnosi finale: toxoplasmosi, immunodeficienza dovuta al virus di Epstein-Barr e alla fenitoina

## Il minore dei mali

House e Vogler durante una discussione.

- Titolo originale: Babies & Bathwater
- Diretto da: Bill Johnson
- Scritto da: Peter Blake, David Shore

### Trama
Dopo le dimissioni di Cameron, Chase, Foreman e House tentano di risolvere un caso misterioso riguardante una donna incinta che ha disfunzioni al cervello e ai reni. Contemporaneamente, Vogler cerca di convincere il Consiglio di amministrazione a licenziare il dottor House. Quando Wilson decide di difendere l'amico, Vogler ottiene anche la sua estromissione dal Consiglio. Così Wilson, per non macchiare ulteriormente la propria reputazione, sceglie di dimettersi dall'ospedale. La mozione per licenziare House viene inizialmente respinta, ed il Consiglio, secondo il regolamento stabilito, deve aspettare un giorno lavorativo prima di ripresentare la questione ed effettuare una seconda votazione.
Nel corso del misterioso caso medico, la futura madre, Naomi, deve affrontare un complicato dilemma: se partorire il suo bambino precocemente e ricevere il trattamento per il suo carcinoma polmonare a piccole cellule, oppure cercare di dare al feto una maggiore probabilità di sopravvivenza portandolo alla sua ventinovesima settimana, ma rischiando così di aggravare enormemente lo stato neoplastico. Inizialmente orientata verso la seconda scelta, Naomi viene convinta da House ad avere subito il bambino tramite taglio cesareo, ma Vogler interferisce annullando l'intervento.
Un embolo polmonare di Naomi costringe il marito ad affrontare il suo stesso dilemma: deve scegliere se cercare di salvare la moglie o il suo bambino. Egli sceglie la moglie. Tuttavia, l'intervento per rimuovere l'embolo non va come previsto: Naomi ha un'emorragia addominale e non resta nulla che la squadra possa fare per salvarla. Il marito esita ad autorizzare il cesareo, ma House lo convince che la moglie avrebbe voluto che il bambino nascesse. Il parto è rischioso ma va a buon fine: mentre Naomi muore si sentono i primi pianti del neonato.
Nella clinica, una giovane coppia vegana viene arrestata per negligenza: ha infatti alimentato in maniera sbagliata il figlio neonato; nonostante il trattamento medico deciso da House, Cuddy decide di scavalcarlo e chiamare i servizi sociali. Dopo aver rilevato che i genitori avevano ottenuto consigli nutrizionali da un professionista qualificato, House ordina una TAC che rivela un'ipoplasia del timo (Sindrome di DiGeorge). Il dottore informa Cuddy appena prima della seconda riunione del Consiglio di amministrazione. Il tal modo il vero valore di House appare chiaro a Cuddy, così come il prezzo che si sarebbe dovuto pagare se Vogler avesse continuato a girare per l'ospedale come se fosse un suo feudo.
Nella riunione successiva, Cuddy vota no alla medesima mozione; ciò porta Vogler a richiedere anche il suo immediato licenziamento. Dopo aver fatto un appassionato discorso al resto del Consiglio, Cuddy abbandona la riunione. Più tardi si scopre che il Consiglio, piuttosto che votare per il licenziamento di House e Cuddy si mette contro Vogler votandone l'estromissione dalla presidenza del Consiglio. Ciò causa la partenza di Vogler con i suoi cento milioni di dollari, che porterà a effetti negativi per l'ospedale, accennati nell'episodio successivo, quando non ci saranno abbastanza infermiere per gestire un'epidemia di meningite.
- Altri interpreti: Chi McBride (Vogler)
- Diagnosi finale: carcinoma polmonare a piccole cellule
- Riferimenti: Il titolo italiano ha un doppio senso, in quanto si riferisce sia alla situazione di Cuddy che, cacciando Vogler, ha accettato il minore dei mali, sia alla situazione della paziente.

## Verità nascoste
- Titolo originale: Kids
- Diretto da: Deran Sarafian
- Scritto da: Thomas L. Moran e Lawrence Kaplow

### Trama
Un'epidemia di meningite colpisce una folla di persone andate ad assistere ad una gara di nuoto, gettando così l'ospedale nel caos.
Nel frattempo, House va a casa di Cameron per convincerla a tornare, ma ella rifiuta. Dunque il diagnosta procede insieme agli altri medici a curare i possibili contagiati, ma trova una ragazzina di 12 anni (Mary Carrol, una campionessa di tuffo) che mostra strani sintomi, simili alla meningite ma con qualche variazione (quando muove la testa le fa male nel verso opposto a quello della comune meningite): House raduna tutti i suoi collaboratori e passa alle cure. Per via dell'affollamento, il team diagnostico non riesce a sottoporre la ragazzina a vari esami ed è costretto ad adagiarla su un lettino improvvisato nel corridoio, dove viene eseguita, con rischio di paralisi, una puntura lombare. House, per vendicarsi del fatto che ha aiutato Vogler, fa fare un'interminabile ricerca a Chase nell'enciclopedia della medicina online. Gli strumenti sono pochi e la ragazza è grave, essendo colpita da ripetuti attacchi epilettici. Con i pochi strumenti a disposizione, il team drena l'emorragia cerebrale e Foreman deve eseguire una biopsia in obitorio.
Intanto House convoca dei candidati per sostituire Cameron, ma li scarta tutti, uno per volta, quasi subito.
House nota che nessun ragazzo è andato a trovare Mary e ipotizza che sia incinta, teoria poi confermata, ma non comunica la cosa ai genitori.
House, infine, cerca di convincere Cameron a tornare. La giovane dottoressa ha una condizione: il diagnosta deve uscire insieme a lei per una cena se vuole che lei torni a far parte della squadra. Alla fine House accetta, e Cameron è riassunta.
- Diagnosi finale: porpora trombotica trombocitopenica dovuta alla gravidanza

## I mille volti dell'amore
- Titolo originale: Love Hurts
- Diretto da: Bryan Spicer
- Scritto da: Sara B. Cooper

### Trama
House, ricevuto l'appuntamento da Cameron, viene consigliato dai suoi collaboratori su varie scelte da intraprendere, ma è molto insicuro, in quanto non cena con una donna da molti anni.
In ambulatorio il diagnosta viene urtato da un ragazzo che gli sporca la camicia, e si infuria con lui; quando House (sotto pressione di Wilson) si va a scusare con il ragazzo per la reazione, questo ha un ictus, che l'oncologo attribuisce allo spavento provocatogli da House; si scopre che il giovane ha una fidanzata dominatrice (il ragazzo è un masochista, gode se gli si punge la pelle con degli aghi, come succede quando Cameron fa un esame o quando viene "strangolato" dalla fidanzata), che viene cacciata. Le teorie saranno molte e ripetute, tra le prime delle quali un problema di circolazione. Non essendo il ragazzo cosciente, è compito dei genitori autorizzare l'operazione. Tuttavia, questi in un primo momento non firmano il modulo di consenso (hanno ripudiato il figlio perché masochista). House li convince minacciando di far sapere a tutti che il loro rifiuto causerà la morte del figlio. Durante un'ispezione a casa, si scopre che il ragazzo usa pastiglie per profumarsi l'alito e House intuisce che la strada non è giusta, arrivando alla vera causa del problema: la protesi alla mandibola che ha causato un'infezione.
House va a cena con Cameron, ma non sa come comportarsi (per esempio si complimenta per le scarpe dell'altra quando è seduto a tavola e non le può vedere) e non riesce a parlare in modo banale del più e del meno, non potendo invece fare a meno di analizzare la psicologia della dottoressa anche in modo piuttosto duro; Cameron è comunque soddisfatta e crede che la storia potrà avere un futuro, al contrario di ciò che pensa House.
- Altri interpreti: John Cho (Harvey Park), Peter Graves (Myron), Christina Cox (Annette Raines)
- Diagnosi finale: osteomielite fulminante

## Il caso House
- Titolo originale: Three Stories
- Diretto da: Paris Barclay
- Scritto da: David Shore

### Trama
House viene reclutato da Cuddy per tenere una lezione di diagnosi a un gruppo di studenti dell'ospedale perché il docente è malato per l'ennesima volta, nonostante le lamentele del diagnosta, convinto dall'esenzione di due ore di turno in ambulatorio. La lezione verrà spiegata con l'ausilio di tre persone con tre diagnosi diverse.
Uscendo dall'ambulatorio, House incontra Stacy, la sua ex compagna, che vuole che lui prenda in cura il suo attuale marito, riportante patologie inspiegabili. House non accetta, visto che non è convinto di volerlo far vivere.
Andando avanti con la lezione, House introduce un uomo al posto del terzo paziente, un presunto tossicodipendente, che gli studenti pensano essere andato in ospedale solo per una dose di antidolorifico. Alla fine un paziente dovrà subire l'amputazione della gamba ma torna comunque ad una vita normale: il primo (un contadino) per un batterio trasmesso dal proprio cane con un morso (che in un primo tempo l'uomo aveva detto essere stato di un serpente), il secondo (una pallavolista) per un tumore alle ossa rischia l'amputazione ma guarisce e torna a giocare; il terzo non dovrà subire l'amputazione, ma non guarisce completamente e si scoprirà che è House stesso.
Viene narrata la storia della gamba di House, di come il diagnosta rifiutò l'amputazione e di come Stacy, per salvarlo dal dolore, appoggiò la sua idea del coma farmacologico. Approfittando di tale stato di incoscienza di House, Stacy accettò la proposta di Cuddy di effettuare un intervento di rimozione di parte della muscolatura della gamba: un intervento considerato una "via di mezzo", che House non avrebbe approvato. La scelta salvò la vita ad House, ma lo rese storpio.
Tornando alla lezione, House si congeda senza fornire un epilogo alla storia. Uscito dall'aula, fissa un appuntamento con Stacy, per visitare suo marito.
- Altri interpreti: Sela Ward (Stacy Warner), Nicole Bilderback (studente di medicina), Andrew Keegan (studente di medicina), Josh Zuckerman (studente di medicina), Brent Briscoe (contadino), Stephanie Venditto (infermiera Brenda), James Saxenmeyer (paziente drogato), Carmen Electra (se stessa).
- Diagnosi finale: fascite necrotizzante da streptococco (contadino), osteosarcoma (Susan) e infarto alla gamba (House). Il professore è affetto da un principio di saturnismo dovuto ai colori al piombo utilizzati dai figli dello stesso per dipingere una tazza.

## Un uomo solo
- Titolo originale: Honeymoon
- Diretto da: Frederick King Keller
- Scritto da: Lawrence Kaplow e John Mankiewicz

### Trama
House è alle prese con il marito di Stacy, Mark Warner, professore di scuola superiore, che la moglie ha portato al ristorante per farlo incontrare con il diagnosta, dato che ha disdetto le visite ambulatoriali già prenotate col diagnosta; l'uomo non vuole farsi ricoverare e House è costretto ad addormentarlo per poterlo portare al Princeton-Plainsboro Teaching Hospital. Stacy è convinta che il marito sia malato, visto che nell'ultimo periodo prima del ricovero aveva sbalzi d'umore, forti dolori addominali, e aveva perfino abbandonato l'attività ciclistica per lo yoga.
Nel frattempo House cerca di riconquistare l'ex compagna, ma questa gli è abbastanza ostica.
Si procede quindi con un intervento esplorativo per riscontrare eventuali anomalie; House, riguardando il video dell'operazione, rinviene un tremore all'intestino (sintomo neurologico). Vengono escluse sia l'assunzione di droghe, sia varie malattie che colpiscono il sistema nervoso centrale, tra le quali l'epilessia, l'encefalite e la malattia di Alzheimer. Tuttavia sia i neuroni cerebrali che gli assoni periferici continuano a morire, e alla fine Mark rimane paralizzato, e House ipotizza la sindrome di Guillain-Barré, una neuropatia periferica autoimmune, ma si rivela un'altra ipotesi sbagliata.
House esegue intanto una PET, tramite la quale capirà se Mark mente o meno, e gli pone varie domande; Mark, provocato da House, parla della propria luna di miele a Parigi: più tardi, da un dialogo con Stacy si arriverà alla diagnosi finale, poiché House scopre che non sono mai stati a Parigi, ma il paziente credeva così. Unito ai sintomi, tra cui la fotofobia (motivo dell'abbandono del ciclismo, poiché Mark era infastidito dalla luce solare), si capisce che l'uomo è affetto da porfiria acuta intermittente, malattia della quale si conosce l'esistenza certa in una persona analizzando l'urina prelevata durante un attacco (simile a un attacco epilettico o a un ictus); siccome le crisi possono capitare anche a distanza di mesi, House decide di procurargliene una con un'iniezione di diverse possibile cause esterne inducenti che gliela scatenerà, con molti rischi. Mark si rifiuta ma il diagnosta non se ne cura e conferma la propria diagnosi iniettandogliela con la forza con il sostegno di Stacy (la quale dice al marito che si fida completamente di House in campo medico), mentre il team cerca di opporsi: Mark ha uno spasmo alla schiena e l'urina prelevata diventa rossa quando House la espone alla luce nel laboratorio; all'uomo verrà poi somministrata dell'ematina assieme a glucosio, e si riprende, pur essendo ancora semiparalizzato alle gambe. Cameron capisce che House è innamorato ancora di Stacy, e il medico scopre poi che anche lei lo è, ma vuole restare fedele a Mark; il giorno dopo Stacy viene assunta temporaneamente come esperta legale dalla Cuddy, previa (come da Stacy richiesto) consenso di House, visto il lungo periodo in cui Mark dovrà stare in riabilitazione neurologica al Plainsboro. Alla fine dell'episodio House, nel suo appartamento, suona e infine assume il Vicodin lanciandolo in aria.
- Altri interpreti: Sela Ward (Stacy Warner), Currie Graham (Mark Warner)
- Diagnosi finale: porfiria acuta intermittente